# Ferdinand Le Borne
Ferdinand (Fernand) Le Borne (Charleroi, 10 de març de 1862 - París, 15 de febrer de 1929) fou un compositor belga.
Fou deixeble de Massenet, Franck i Saint Saëns, el seu estil ha passat a través de diverses influències, de la que la més perceptible és l'última, sobretot en el que la línia melòdica i a la solidesa d'arquitectura es refereix. L'obra dramàtica d'aquest notable compositor inclou:
- Daphnis et Chloe, estrenada a (Brussel·les el 1885);
- Hedda, llegenda simfònica (Milà, 1898);
- Mudarra, drama líric (Berlín, 18 d'abril, de 1899), amb el jove tenor Rudolf Berger;[1]

- La Catalane (1907), sobre l'argument de Terra Baixa, amb llibret de Louis Tiercelin i Paul Ferrier

- Les Girondins, òpera;
- Le Maître, òpera i una de les seves últimes obres.

Per a orquestra:
- Scènes de ballet;
- Suites intimes;
- Symphonie dramatique;
- Aquarel·les;
- Temps de guerre;
- Fête bretonne;
- Marche solemenlle;
- Ouverture guerrière;
- Ouverture Symphonique;
- Symphonie-Concert.

En el gènere de cambra, un quartet de corda, un trio i una sonata per a violí; en el religiós, una Missa i diversos motets, i en el vocal, diversos lieder, d'accentuat sentiment romàntic.